# Sukajaya (Plakat Tinggi)
Sukajaya is een bestuurslaag in het regentschap Musi Banyuasin van de provincie Zuid-Sumatra, Indonesië. Sukajaya telt 1284 inwoners (volkstelling 2010).